# Václav Svěrkoš
Václav Svěrkoš, né le 1er novembre 1983, est un footballeur tchèque qui a évolué avec la sélection nationale tchèque.

## Parcours
En 2008, il est sacré meilleur buteur du championnat tchèque avec 15 réalisations. Cette année-là, il marque aussi le premier but de l'Euro 2008 lors du match Suisse - République tchèque.
Après des rumeurs de transfert lors de l'été 2008, il arrive finalement au Football Club Sochaux-Montbéliard le 1er janvier 2009 alors que le club est 19e à mi-championnat. En jouant les 19 matchs retour et marquant 8 buts, il joue un grand rôle dans le maintien du club parmi l'élite.
Il marque son premier but en Ligue 1 lors de la 21e journée de championnat au Parc des Princes contre le Paris SG, alors qu'il ne joue que son deuxième match en tant que titulaire avec le FCSM.
Le 15 janvier 2011, il est prêté pour le reste de la saison et avec option d'achat au club grec de Panionios.
Le 12 août 2011, il résilie à l'amiable son contrat avec le FCSM.

## En sélection nationale
Vaclav Sverkos fait ses débuts assez tardivement avec la sélection tchèque, le 27 mai 2008, à l'âge de 24 ans, à l'occasion d'un match amical face à la Lituanie. Il est à cette occasion annoncé au sein du groupe tchèque pour l'Euro 2008. Il est d'ailleurs l'auteur du premier but de cette compétition lors du match Suisse - République tchèque.
Début avril 2009, il est exclu avec 6 autres joueurs de l'équipe de république tchèque après avoir été accusé de participer une soirée de débauche en compagnie de prostituées lors d'un stage en sélection. Ivan Hašek, le nouveau sélectionneur de l'équipe tchèque le rappelle dès l'été suivant pour un match de préparation contre la Belgique le 12 août 2009.

## Palmarès
- Vainqueur de la Coupe d'Autriche en 2007
- Meilleur buteur de la Gambrinus Liga en 2008 avec 15 buts

## Carrière
- 2001-2003 : Baník Ostrava (République tchèque)
- 2003-2005 : Borussia Mönchengladbach (Allemagne)
- 2005-2006 : Hertha BSC Berlin (Allemagne)
- 2006-2007 : Borussia Mönchengladbach (Allemagne)
- 2007 : Austria Vienne (Autriche)
- 2007-déc 2008 : Baník Ostrava (République tchèque)
- jan 2009-août 2011 : FC Sochaux (France)
- jan.2011-2011 : Paniónios GSS (Grèce) (prêt)
- Depuis août 2011 : Baník Ostrava (République tchèque)

## Buts internationaux
| #  | Date             | Lieu                                                            | Adversaire  | Score | Résultats | Compétitions                               |
| -- | ---------------- | --------------------------------------------------------------- | ----------- | ----- | --------- | ------------------------------------------ |
| 1. | 7 juin 2008      | Parc Saint-Jacques, Bâle, Suisse                                | Suisse      | 1-0   | 1-0       | Euro 2008                                  |
| 2. | 9 septembre 2009 | Městský fotbalový stadion, Uherské Hradiště, République tchèque | Saint-Marin | 4-0   | 7-0       | Qualifications pour la Coupe du monde 2010 |
| 3. | 9 septembre 2009 | Městský fotbalový stadion, Uherské Hradiště, République tchèque | Saint-Marin | 7-0   | 7-0       | Qualifications pour la Coupe du monde 2010 |